# Tūkeri Peak
Der Tūkeri Peak ist ein 1400 m hoher Berg im ostantarktischen Viktorialand. Er ragt am Kopfende des Ringer Valley auf halbem Weg zwischen dem Mount Majerus und dem Spain Peak im Hauptkamm der Saint Johns Range auf.
Das aus dem Māori stammende „Tūkeri“ ist einer der zahlreichen Begriffe dieser Sprache für den Wind bzw. die „Kraft des Windes“. Die Benennung nahm das New Zealand Geographic Board im Jahr 2005 vor.